# Shiho Kohata
Shiho Kohata (高畑 志帆 Kohata Shiho?,  nacida el 12 de noviembre de 1989 en Hiroshima) es una futbolista japonesa que jugaba como defensa.
Kohata jugó 2 veces para la selección femenina de fútbol de Japón entre 2014 y 2015. Kohata fue elegida para integrar la selección nacional de Japón para la Copa Asiática femenina de la AFC de 2014.

## Trayectoria

### Clubes
| Club             | País  | Año         |
| ---------------- | ----- | ----------- |
| Urawa Reds       | Japón | 2012 - 2018 |
| AS Harima Albion | Japón | 2019        |

### Selección nacional
| Selección | País  | Año         |
| --------- | ----- | ----------- |
| Absoluta  | Japón | 2014 - 2015 |

## Estadística de equipo nacional
| Selección femenina de fútbol de Japón | Selección femenina de fútbol de Japón | Selección femenina de fútbol de Japón |
| Año                                   | Partidos                              | Goles                                 |
| ------------------------------------- | ------------------------------------- | ------------------------------------- |
| 2014                                  | 1                                     | 0                                     |
| 2015                                  | 1                                     | 0                                     |
| Total                                 | 2                                     | 0                                     |